# Andrés Aldama
Pour les articles homonymes, voir Aldama.
Andrés Aldama est un boxeur cubain né le 9 avril 1956 à Matanzas.

## Carrière
Médaillé d'argent aux Jeux olympiques de Montréal en 1976 dans la catégorie super légers, il devient champion olympique des poids welters aux Jeux de Moscou en 1980 après sa victoire en finale contre l'Ougandais John Mugabi. Aldama remporte également au cours de sa carrière amateur la médaille d'or aux Jeux panaméricains de San Juan en 1979.

## Parcours auxJeux olympiques
Jeux olympiques d'été de 1976 à Montréal (poids super-légers) :
- Bat Sabahattin Bürçü (Turquie) par arrêt de l'arbitre au 2e round
- Bat Jesus Sánchez (République Dominicaine) par arrêt de l'arbitre au 2e round
- Bat József Nagy (Hongrie) par arrêt de l'arbitre au 2e round
- Bat Vladimir Kolev (Bulgarie) par KO au 1er round
- Perd contre Sugar Ray Leonard (États-Unis) 0-5

 Jeux olympiques d'été de 1980 à Moscou (poids welters) :
- Bat Pierre Sotoumey (Bénin) par arrêt de l'arbitre au 3e round
- Bat Israel Akopkokhyan (URSS) 3-2
- Bat Plamen Yankov (Bulgarie) par KO au 3e round
- Bat Karl-Heinz Krüger (RDA) 5-0
- Bat John Mugabi (Ouganda) 4-1